# 슈퍼 게임보이

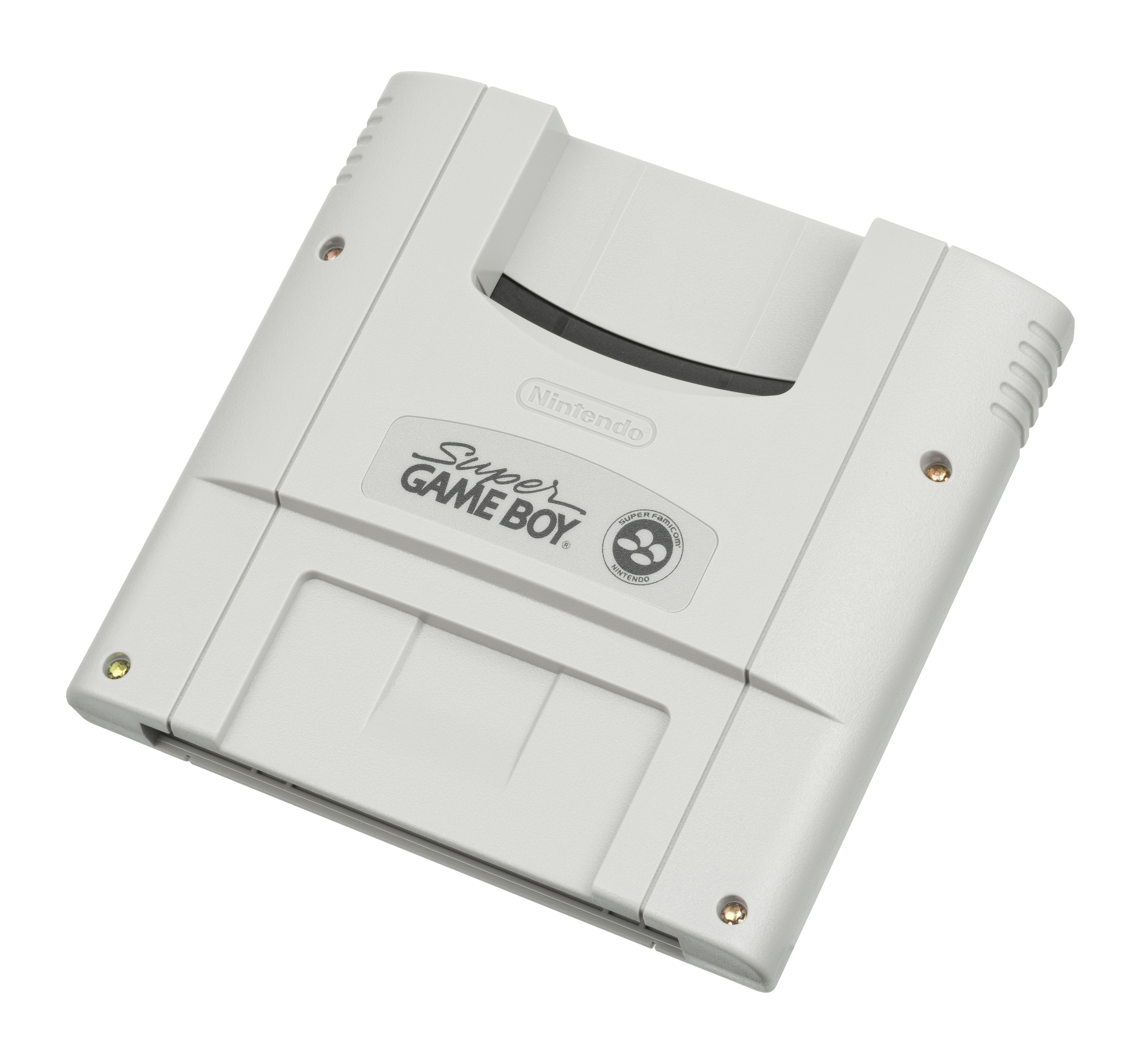
슈퍼 게임보이 카트리지

슈퍼 게임보이(영어: Super Game Boy, 일본어: スーパーゲームボーイ)는 1994년 6월 14일 닌텐도가 발매한 슈퍼 패미컴용 주변기기이다.

## 개요
슈퍼 게임보이를 통하여 슈퍼 패미컴에서도 게임보이의 게임을 즐길 수 있다. 기본적으로 4계조의 흑백을 슈퍼 게임보이가 텔레비전 화면으로 전송을 하는 것이다.
1994년 6월 20일 슈퍼 미니컴보이:대한민국의 현대전자산업 (현 하이닉스반도체)에서 발매.
1998년 1월 30일에는 슈퍼 게임보이에는 없었던 통신 단자를 추가한 슈퍼 게임보이2가 발매되었다. 연결 부위는 게임보이 포켓과 동일한 규격으로 게임보이 포켓과 완전히 같은 환경이라고 할 수 있다.

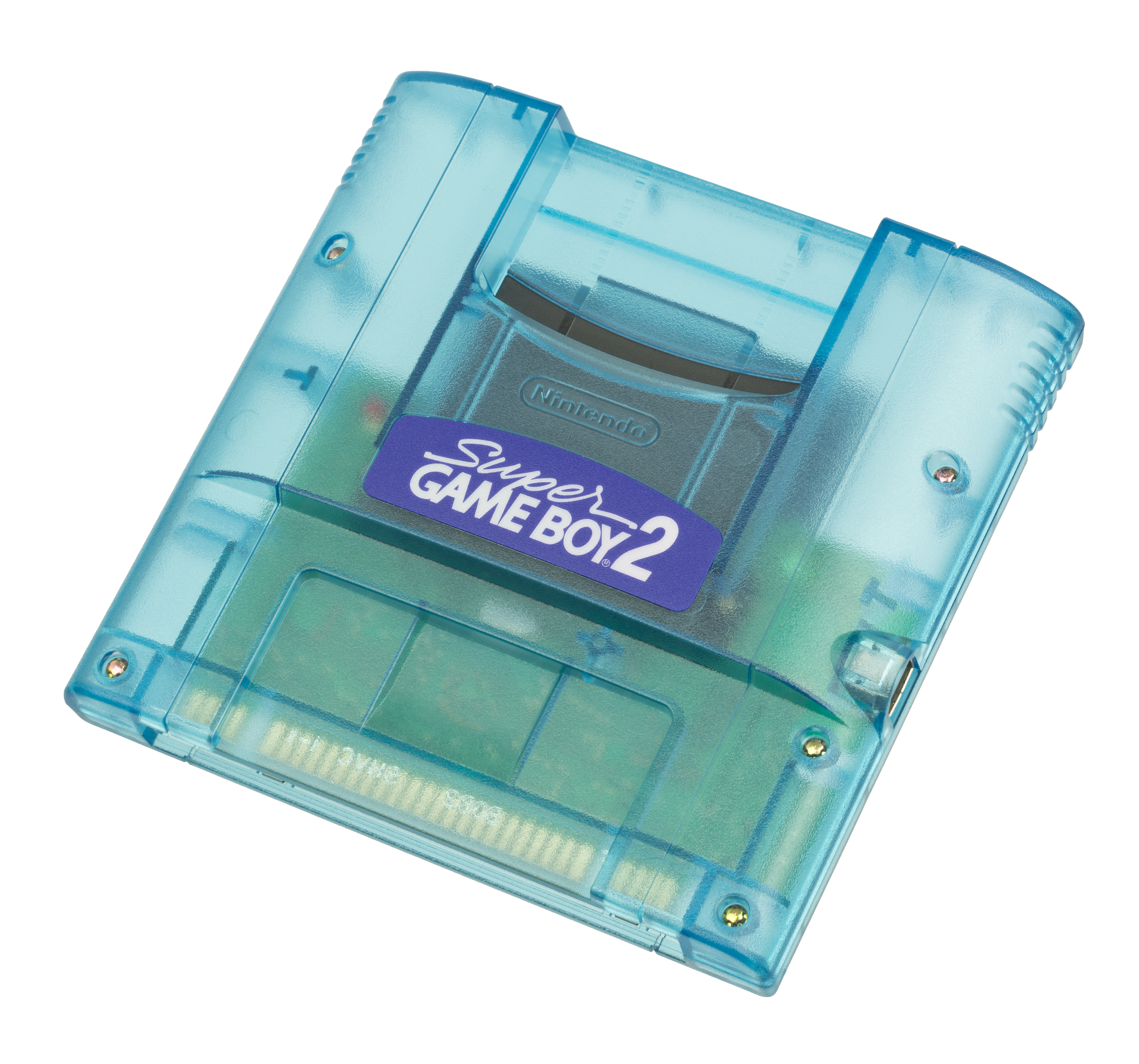
슈퍼 게임보이 2

실제 게임 화면에서는 텔레비전 화면의 크기 차이로부터 게임 화면 주위에 빈 공간이 생기지만, 픽처 프레임이라고 불리는 테투리를 선택하여 빈 공간에 넣을 수 있다. 일부 게임은 슈퍼 게임보이로 구동을 하면 게임보이보다 음질이 향상되거나 기존의 4계조 흑백을 사용자 임의로 선택할 수 있기도 하다. 또 다른 게임보이 본체와의 접속 없이도 슈퍼 게임보이와 슈퍼 패미컴 대응 게임 하나로 2명이 동시에 즐길 수 있는 기능도 있다. 이 기능은 대전 격투 게임이나 일부 퍼즐 게임에서 대응된다.
슈퍼 게임보이는 게임보이 컬러가 발매하기 전에 출시되었던 하드웨어였기 때문에 게임보이 컬러 전용 게임에는 대응되지 않으며, 슈퍼 게임보이의 기능에 의해서만 컬러로 작동이 된다.

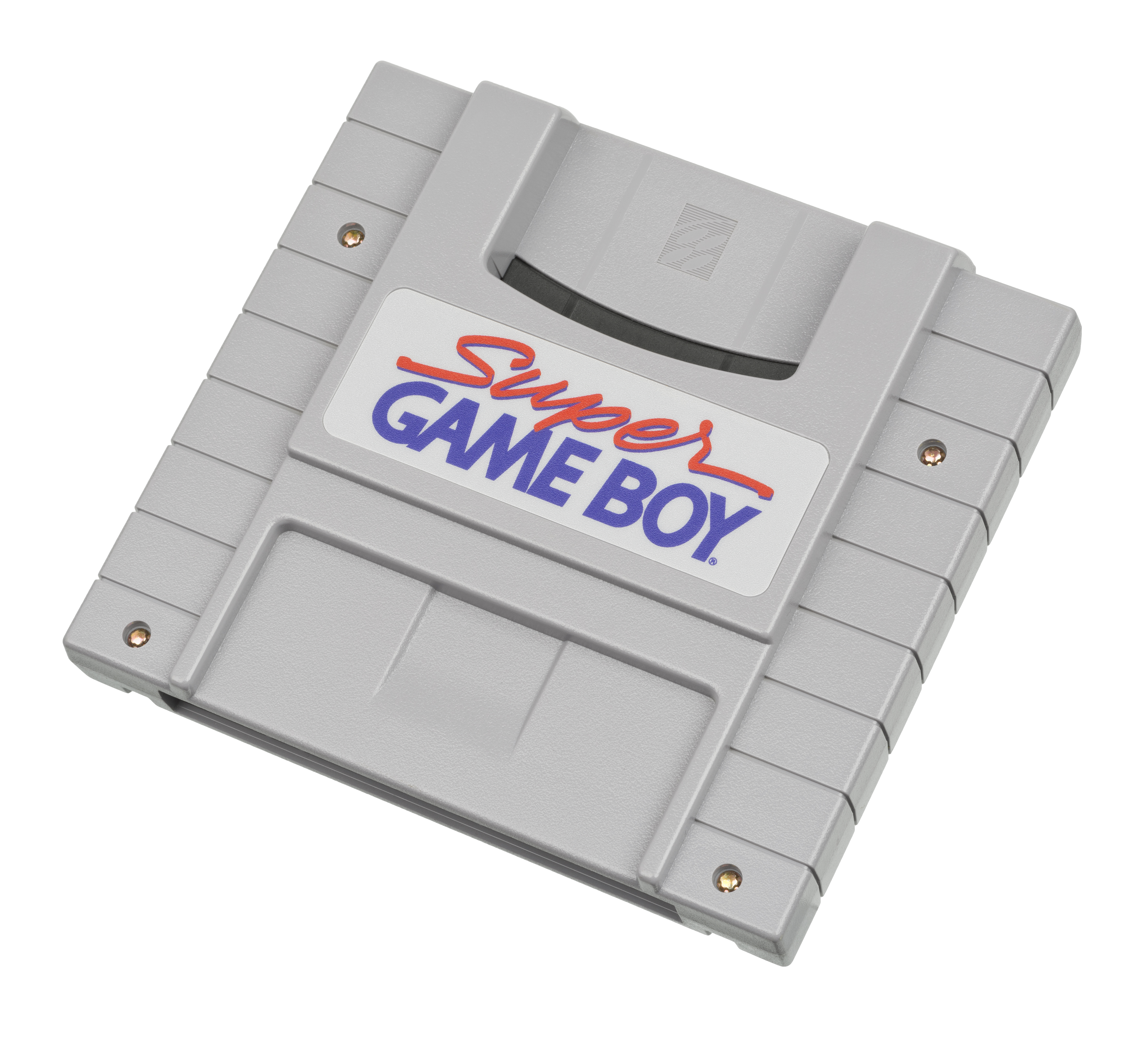
북미 버전 카트리지

## 그 외
당시의 게임보이 본체에 사용되고 있던 액정은 흑백 표시 후에 잔상이 나타나기 때문에 가독성이 떨어지고, 소비자로부터는 게임기어와 같은 컬러 액정 화면이 인기가 많았었다. 닌텐도는 가격과 휴대성을 고려하여 컬러 액정은 시기상조라고 판단하고 게임보이에 흑백 액정을 채택했지만, 슈퍼 패미컴을 이용해 게임 화면을 텔레비전에 출력하는 형식을 취하는 것으로 이 결점의 개선을 꾀했던 것이다.
칼라 액정을 채택한 게임보이 칼라 발매 후에는 슈퍼 게임보이의 역할은 끝났다고 판단, 대응 게임이 줄어들었다.
슈퍼 게임보이는 게임보이 어드밴스를 기반으로 한 게임큐브용 주변기기 게임보이 플레이어로 계승되고 있다.

## 메뉴 화면과 기능
L 버튼과 R 버튼을 동시에 누르면 화면에 시스템 윈도라고 불리는 메뉴 화면이 나타고 이 안의 아이콘을 선택하는 것으로 색이나 테두리, 조작 방법을 설정할 수 있다. 이 메뉴는 슈퍼 패미컴의 마우스로도 조작이 가능하다.

### 칼라 패턴
미리 준비된 32 종류의 칼라 패턴과 마이 칼라로 작성한 칼라 패턴으로부터 임의의 배색을 선택할 수 있다. 슈퍼 게임보이 대응 게임의 경우 게임에서 준비된 칼라 패턴으로 표시가 된다. 슈퍼 게임보이 대응 게임이 아닐지라도 닌텐도에서 발매한 게임아라면 특정한 칼라 패턴으로 표시가 된다.

### 픽처 프레임
미리 준비되어 있는 9 종류의 픽처 프레임으로부터 프레임을 선택할 수 있다. 슈퍼 게임보이 대응 게임의 경우 칼라 패턴과 마찬가지로 게임에서 준비된 픽처 프레임이 표시된다. 슈퍼 게임보이 2에서는 본체에 내장된 픽처 프레임이 새롭게 바뀌었다.

### 버튼 설정
슈퍼 패미컴의 버튼에 할당할 게임보이의 버튼을 설정한다.

### 마이 컬러
게임보이에 사용되고 있는 4계조 흑백에 색을 할당해 게임 화면을 컬러로 바꾼다. 화면 배색을 보존할 순 없지만 화면상에 표시되는 12자리의 번호를 기록, 재입력 하는 것으로 화면 배색을 불러 올 수 있다.

### 낙서
픽처 프레임에 낙서를 할 수 있다. 픽처 프레임뿐만 아니라 게임 위에 낙서를 할 수도 있지만 낙서는 보존할 수 없다.

## 같이 보기
- 게임보이 플레이어